# Широкий уролоф
Широкий уролоф (лат. Urolophus expansus) — вид рода уролофов семейства короткохвостых хвостоколов отряда хвостоколообразных. Является эндемиком юго-западного побережья Австралии. Встречается на глубине до 420 м. Грудные плавники этих скатов образуют ромбовидный диск, ширина которого превышает длину. Дорсальная поверхность диска окрашена в серо-зелёный цвет, позади глаз имеются тусклые линии. Между ноздрями расположена прямоугольная складка кожи. Короткий хвост оканчивается листовидным хвостовым плавником. В средней части хвостового стебля расположен зазубренный шип. Спинные плавники отсутствуют. Максимальная зарегистрированная длина 52 см.
Размножается яйцеживорождением. Рацион состоит в основном из равноногих и полихет. Не является объектом целевого лова. В качестве прилова регулярно попадается при коммерческом промысле.

## Таксономия
Впервые вид был научно описан австралийским ихтиологом Аланом Риверстоуном МакКаллоком в 1916 году на основании особи, пойманной исследовательским судном «Эндивор» в Большом Австралийском заливе. Видовой эпитет происходит от слова лат. expansus — «расширенный» и связан с шириной диска этих скатов.

## Ареал
Широкие уролофы обитают у юго-западного побережья Австралии от Перта, Западная Австралия до Порт-Линкольна, Южная Австралия. Эти рыбы встречаются на внешнем крае континентального шельфа и в верхней части материкового склона на глубине от 130 до 420 м. Чаще всего их можно встретить между 200 и 300 м на песчаном дне. Вероятно, наблюдается некоторая сегрегация по полу и возрасту.

## Описание
Широкие грудные плавники этих скатов сливаются с головой и образуют ромбовидный диск, ширина которого намного превышает длину. «Крылья» закруглены, передний край диска слегка изогнут, заострённое мясистое рыло образует тупой угол и выступает за края диска. Позади крупных глаз расположены брызгальца в виде запятых. На заднем краю ноздрей иногда имеется выступ, а между ноздрями пролегает кожаный лоскут с мелкобахромчатым задним краем. Среднего размера рот содержит мелкие зубы с овальными основаниями. На дне ротовой полости имеются 6—9 пальцеобразных отростков, такие же отростки покрывают нижнюю челюсть. На вентральной стороне диска расположено 5 пар коротких жаберных щелей. Небольшие брюшные плавники закруглены.
Длина короткого хвоста составляет 71—93 % от общей длины. Он приплюснут, по обе стороны хвостового стебля пролегают складки кожи. Хвост сужается и переходит в длинный и низкий ланцетовидный хвостовой плавник. На дорсальной поверхности хвоста в центральной части расположен зазубренный шип. Спинные плавники отсутствуют. Кожа лишена чешуи. Максимальная зарегистрированная длина 52 см. Окраска тусклого зеленого цвета, позади глаз расположены два синеватых поперечных полосы, подобные наклонные линии имеются перед глазами. Вентральная поверхность белая или бежевая с тёмными пятнами у хвоста. У молодых особей хвост тёмный.

## Биология
Широкие уролофы охотятся в основном на равноногих и полихет. Подобно прочим хвостоколообразным эти скаты размножаются яйцеживорождением. Помёт, вероятно, невелик. Самцы достигают половой зрелости при длине 30—36 см в возрасте 7 лет, максимальная зарегистрированная продолжительность жизни у них составляет 11 лет. Самки созревают пр длине 40 см. На Urolophus bucculentus паразитируют ленточные черви Acanthobothrium.

## Взаимодействие с человеком
Эти скаты не являются объектом целевого лова, хотя их мясо съедобно. В качестве прилова регулярно попадаются при коммерческом промысле. Пойманных рыб выбрасывают за борт, выживаемость среди них, вероятно, невысока, поскольку их поднимают с большой глубины. Международный союз охраны природы присвоил этому виду статус сохранности «Вызывающий наименьшие опасения».